# Pohnání
Pohnání (en allemand : Pochnan) est une commune du district de Tábor, dans la région de Bohême-du-Sud, en République tchèque. Sa population s'élevait à 78 habitants en 2020.

## Géographie
Pohnání se trouve à 13 km au nord-est de Tábor et à 72 km au sud-sud-est de Prague.
La commune est limitée par Dolní Hrachovice au nord, par Rodná à l'est, par Dolní Hořice au sud, et par Pohnánec au sud et à l'ouest.

## Histoire
La première mention écrite du village date de 1360.

## Galerie

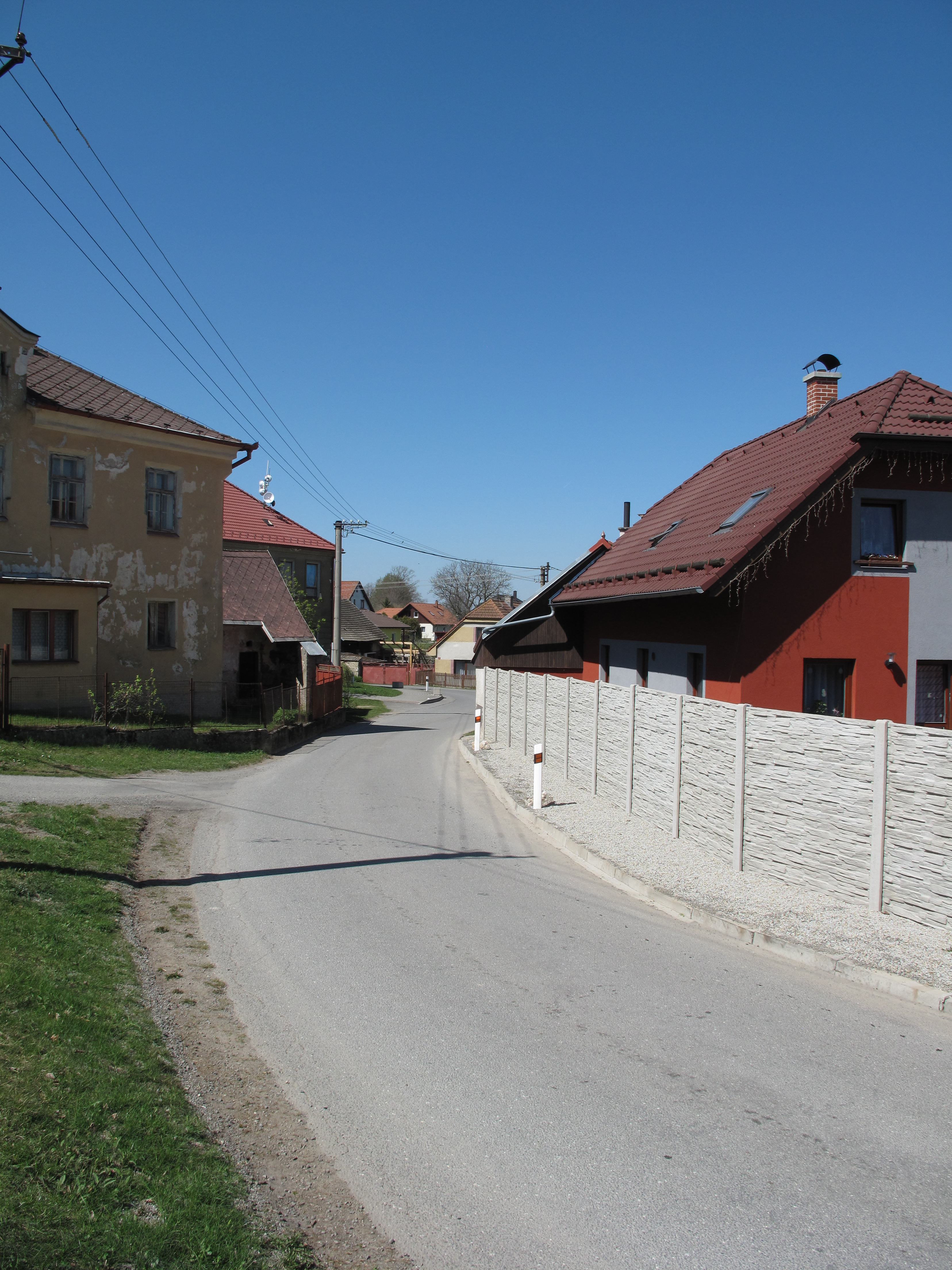
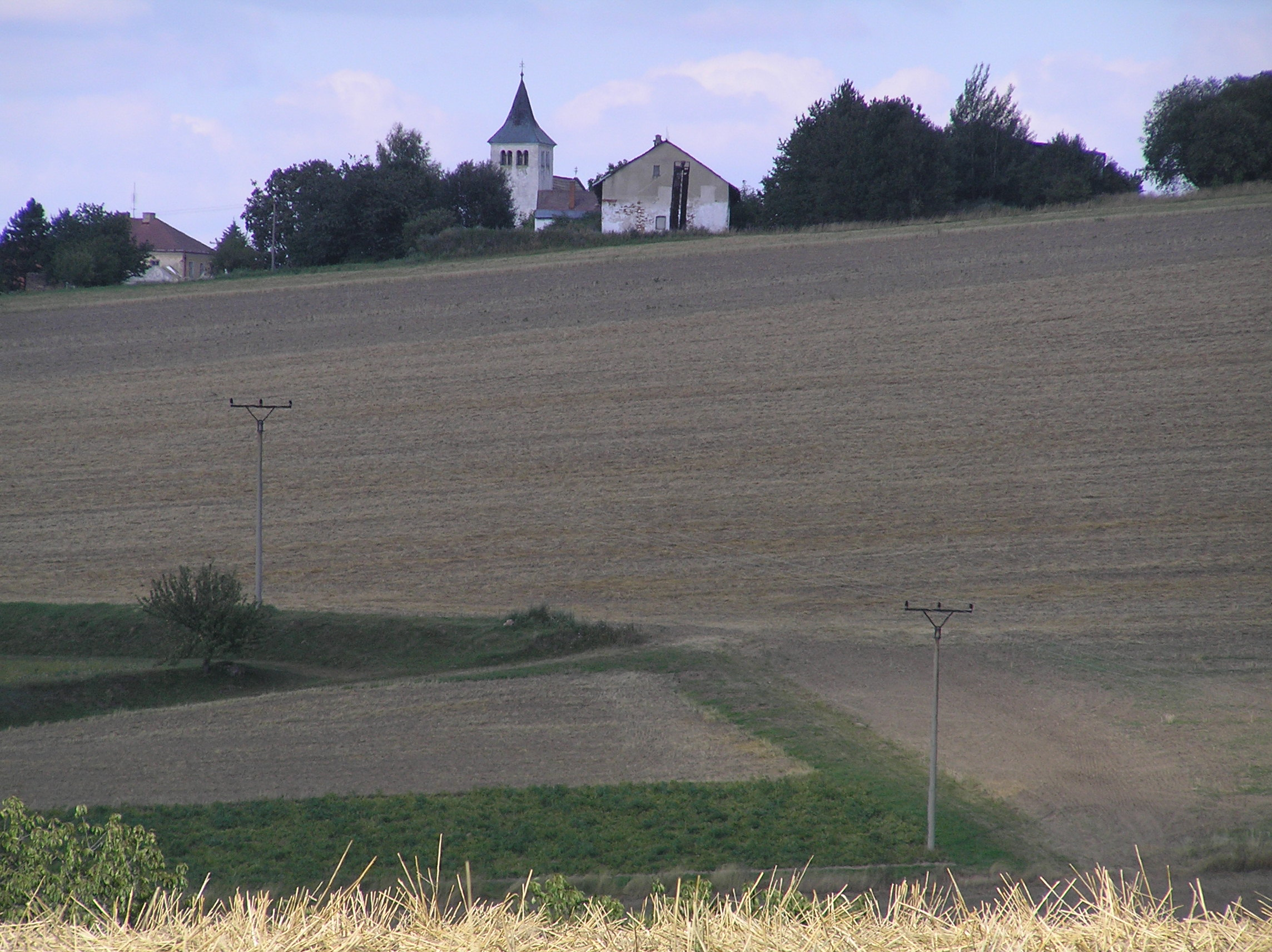
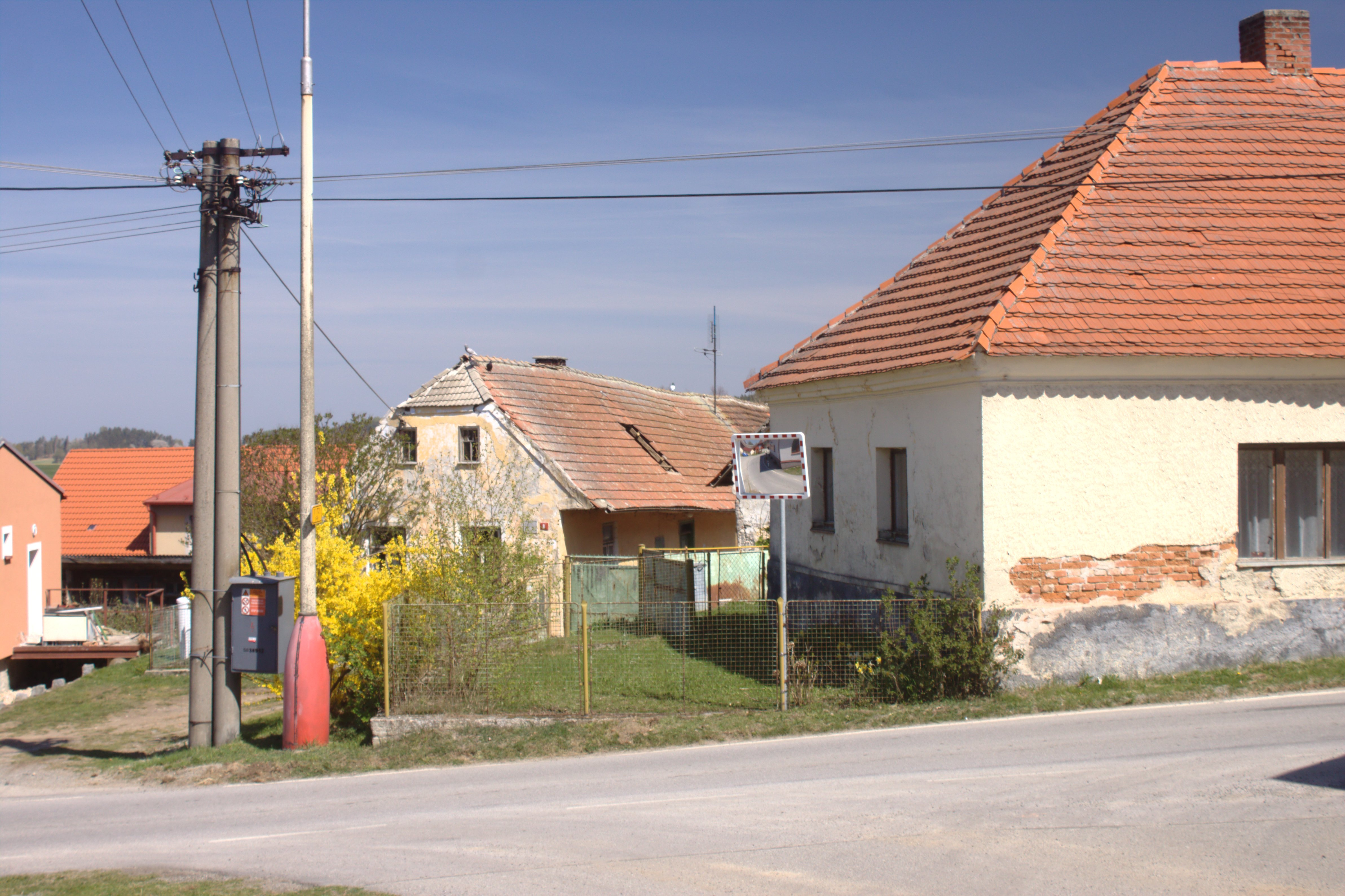
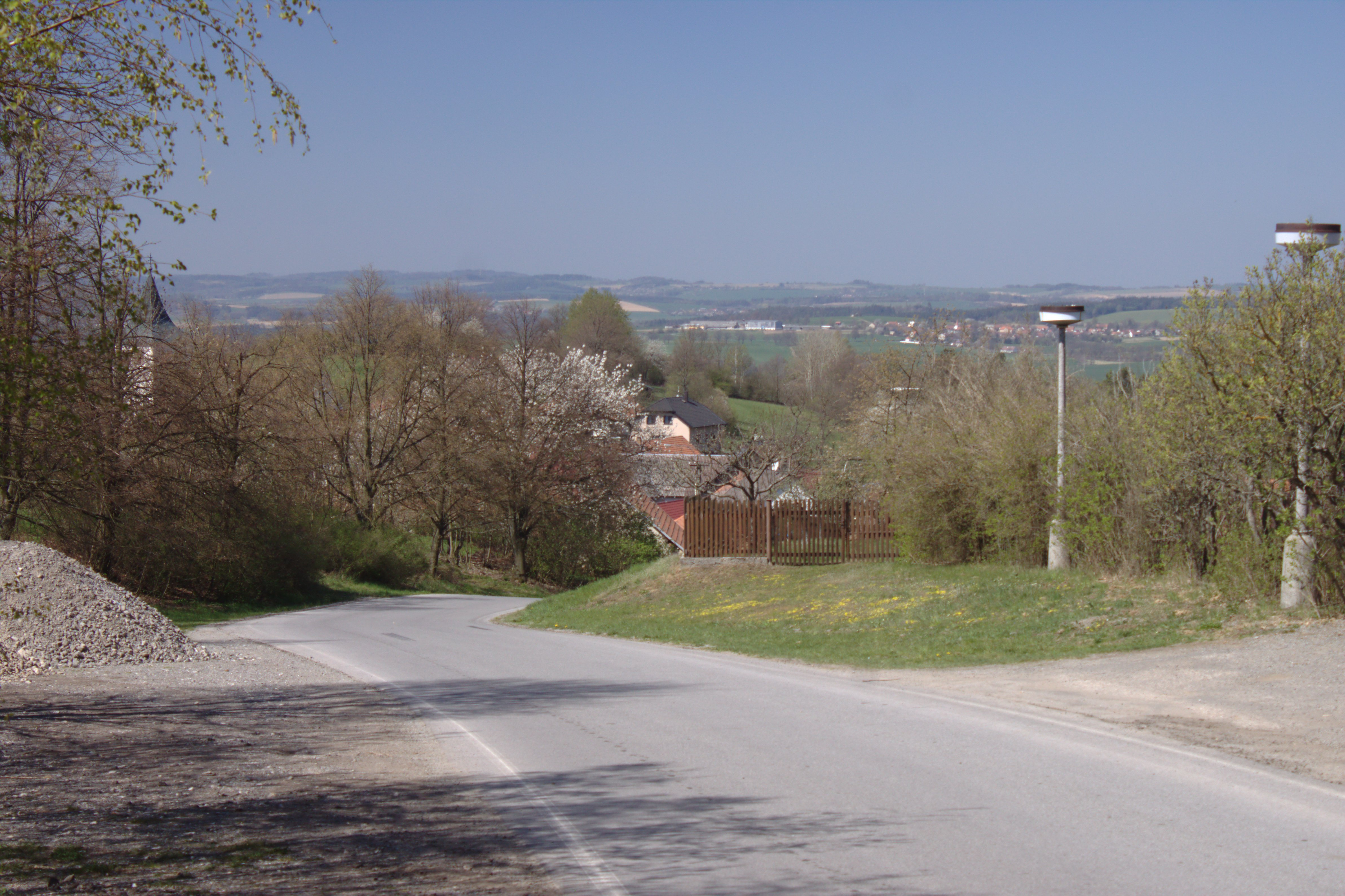